# 黑田范式
在计算机科学中，形式文法是 Kuroda 范式的，当且仅当所有产生规则都有如下形式:
AB → CD 或
A → BC 或
A → B 或
A → α
这里的 A, B, C 和 D 是非终结符而 α 是终结符。
所有 Kuroda 范式的文法都是单调的，因此生成上下文有关语言。反过来说，所有不生成空串的上下文有关语言都可以被 Kuroda 范式的文法所生成。

## 引用
- S.-Y. Kuroda, "Classes of languages and linear-bounded automata", Information and Control, 7(2): 207–223, June 1964.